# Rasenlabyrinth von Wing

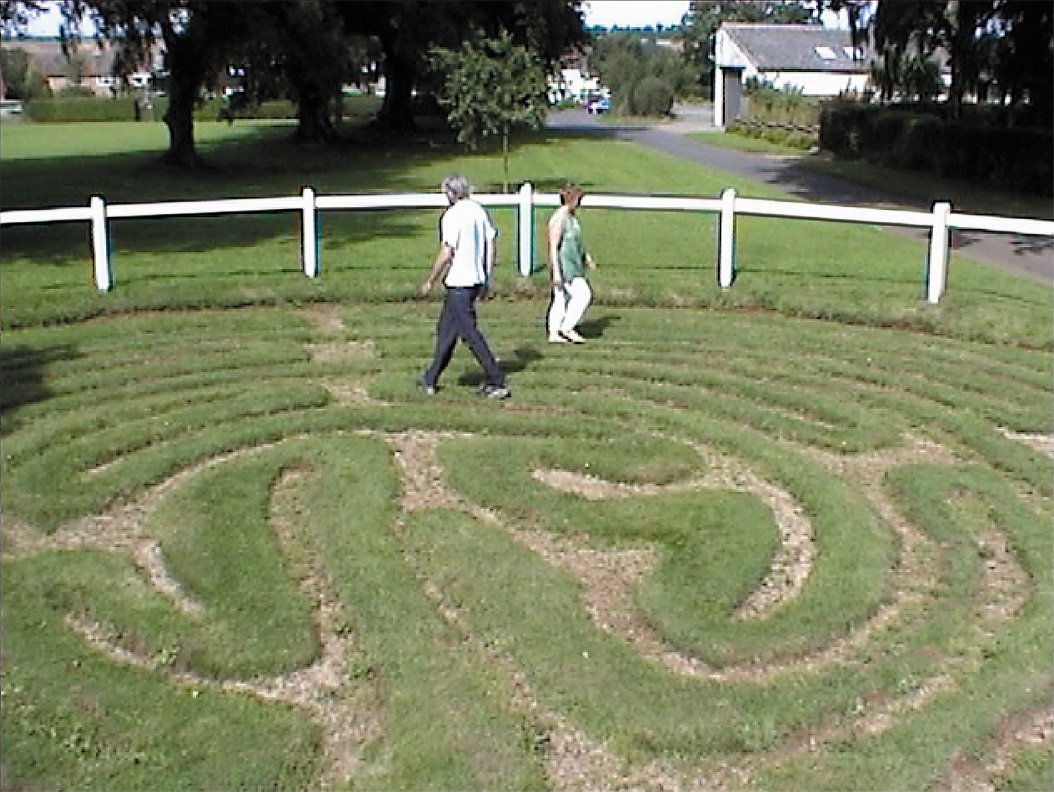
Das Wing Maze

Das Rasenlabyrinth von Wing (auch Wing Maze genannt) in Wing in Rutland mit 11 Umgängen liegt in der Glaston Road am Rande des Dorfes Wing in England. 
Das Labyrinth (in England maze oder mizmaze genannt) hat etwa 14 m Durchmesser und besteht aus einem einzigen Grasweg, der sich in Kreisbögen windet, bevor er im Zentrum endet. Diese Labyrinthform wurde als klassisch, kretisch oder Chartres-Typ bezeichnet und mit der Legende von Theseus und dem Minotaurus verknüpft.
Das Alter dieses Rasenlabyrinths, das mit wenigen anderen in Großbritannien erhalten blieb, ist unbekannt. Es stammt aber vermutlich aus dem Mittelalter und wird im „Leicester und Rutland Verzeichnis“ von 1846 erstmals als „ein altes Labyrinth, in dem die Bauern zu Kirchweih laufen“ erwähnt. 